# Ксеноа
«Ксеноа» (Xenoa) — науково-фантастичний філіппінський екшн-фентезі 2007 року режисера Шона Ліма. Фільм вийшов на екрани філіппінських кінотеатрів 22 серпня 2007 року. У головних ролях Ісабель Гранада, Паоло Бальестерос і Рафаель Нанкіль. Фільм розповідає про боротьбу за владу над планетою Ксеноа. Коли правителька тризіркової системи, королева Лаян (Клем Поблет), народжує спадкоємців ксеноанського престолу, вона вирішує захистити їх від генерала-інтригана Норака (Ронні Мартінес), пославши трійню — Елі, Зевса і Дрікс (у виконанні Гранади, Бальестероса і Нанкіла) — на далеку Землю.
Фільм вийшов під слоганом «Троє братів і сестер. Два світи. Одна імперія».

## Сюжет
Правителька Ксеноа, цариця Лаян, народжує спадкоємців свого трону: Елі, Зевса та Дрікса. Вона вирішує захистити трійнят від підступного лідера конкуруючого світу Зефір, генерала Норака, відправивши дітей на далеку Землю. Через два десятиліття життя трьох розлучених братів і сестер перетинаються у найнесподіваніший спосіб. Усе, що вони знають і люблять, раптово опиняється під загрозою, коли генерал Норак зі світлових років націлюється на них. Злобний прибулець прагне безумовної, беззаперечної влади над Ксеноа, але він не в змозі досягти цього, поки живі справжні спадкоємці престолу. Він настільки затято прагне правити Ксеноа, що не задумується над тим, чи не налаштувати у своєму прагненні до влади брата проти брата.

## Акторський склад
- Ісабель Гранада — Елі
- Паоло Бальестерос — Зевс
- Рафаель Нанквіль — Дрікс
- Герик Генаскі Агуас — Денніс
- Клементіна Поблете — Лаян / Лілія
- Ронні Феліпе Мартінес — Норак
- Леслі Леверіза — Аманда
- Марк Доллентес — Актор-інопланетянин
- Річард Тернер — бармен
- Софія Кастаньеда — клієнтка бару
- Майкл Поблете — водій Chevrolet
- Аполлон Абрагам — прийомний батько Дрікса
- Хіясмін Нері — Джейн
- Кацудзі Кікучі — Джон Ян
- Монетт Розелло — Земна леді
- Алан Марасіган — містер Легаспі
- Лілі Чу — Марта
- Даніель Магіса — мер Вільяруель
- Пі Джей Ланот — Майк

## Виробництво

### Творення
Шон Лім, режисер і сценарист фільму, зазначив, що «Ксеноа» — це його перший фільм, хоча він був співрежисером фільму «Велика нога», знятого в Гонконзі. Він розповідає, що фільм презентує гібридних людей з іншої планети під назвою «Ксеноа». Лім зізнається, що давно закоханий в Ісабель Гранаду. За його словами, він спеціально віддав Ісабель на роль через її мигдалеподібні очі, що робить її ідеальною для ролі гібридної людини на ім'я Елі. Її героїня описана як наївна, але безсумнівно прекрасна жінка. Вона довірлива і щедра до провини. Елі росте в дитячому будинку, яким керують черниці. Гранада повинна була зіграти королеву. Коли режисер Лім побачив її, він знову запропонував їй роль однієї з трійнят, оскільки вона була занадто маленькою, щоб грати королеву. «Ксеноа» вважається фільмом про повернення Гранади, оскільки її останній фільм був ще в 2001 році, це був «Поцілуй ресалку».

## Поширення
Світова прем'єра «Ксеноа» відбулася 14 серпня 2007 року о 19:00 в SM Megamall Cinema. Регулярні покази проходили з 22 по 28 серпня 2007 року в усіх кінотеатрах SM Cinemas по всій країні.

## Саундтрек
Офіційним синглом із саундтреком для «Ксеноа» є «Colide». Це була єдина пісня, використана для реклами фільму. Пісню виконала та записала філіппінська співачка Ніна. У жовтні 2007 року пісня була включена до її перевиданого альбому Nina Featuring the Hits of Barry Manilow. Вона також була номінована як найкраща пісня, написана для кіно, телебачення чи театру на Awit Awards 2008 року.
22 жовтня 2007 року пісня стала доступною для цифрового завантаження через iTunes.

### Музичне відео
Режисером кліпу на «Collide» також виступив режисер фільму Шон Лім. Відео починається з Ніни, яка лежить на бітловому автомобілі. Потім вона співає під пісню великим планом, на чорному тлі та при нічному освітленні. Пізніше її бачать на терасі спальні, і починають з'являтися сцени з фільму. Сцена повертається до автомобіля «Бітлз», де в її обличчя раптово потрапляє яскраве світло. Під час останнього приспіву Ніна з'являється у чорній сукні, яка ширяє у повітрі (з використанням спецефектів).